# 范·克莱本
小哈威·雷伯昂·克莱本（英語：Harvey Lavan Cliburn Jr.，1934年7月12日—2013年2月27日），通稱范·克莱本（Van Cliburn），生于美国路易斯安那州，美国著名钢琴演奏家。

## 早年
范·克莱本生于路易斯安那州什里夫波特，母亲是一名钢琴教师，曾师从李斯特的学生阿瑟·弗里德海姆。他三岁起由母亲教授钢琴。六歲時，因父親工作關係，舉家搬往德州基哥亞（Kilgore）。

## 演奏生涯
克莱本12岁时在美国国家钢琴大赛青少年组获奖，隔年在卡內基廳演出。17岁（1951年）时进入纽约茱莉亞學院，师从羅西納·萊文。在學期間他多次斬獲校內、外比賽獎項，並以最優秀的成績畢業。1954年，克莱本贏得勒芬德立特（Leventritt）國際音樂比賽優勝，是他前往莫斯科參與大賽的跳板。
通過萊文（與其莫斯科背景）的介紹，克莱本代表美國，前往莫斯科參與1958年的第1届柴可夫斯基國際音樂比賽，並成功在钢琴項目中夺冠。当时处于冷战时期，他因此被美国人视为民族英雄。
此后他的精力投入到演出和录音上，1978年宣布退出乐坛，直到1987年才应里根总统之邀，在白宫为戈尔巴乔夫的到来而重登舞台。1989年到俄国与费城管弦乐团合作演出，自此事业和名望达到了一个新的高峰，演出次数也很多，1990年之后更多次履足日本进行演出活动。

## 獲獎與榮譽
- 美国总统自由勋章，2003年

## 評價
克萊本的指間有33公分之寬，幾乎涵蓋鋼琴上的二個八度。這樣的身體條件，使他更能輕鬆駕馭俄羅斯樂派的作品。克萊本的觸鍵明晰，其演奏予人明快且穩健之感，尤其在鋼琴的高音域具有個人音色之特色。評論指出，雖然更為強調鋼琴音色變化的蕭邦、里斯特等作品並非克萊本所長，他在柴可夫斯基的表現卻恰如其分。

## 作品節選

### 商業錄音
- (CD). 20世紀偉大鋼琴家（英语：Great Pianists of the 20th Century） 19. Philips Classics. 1998. 456 748-2.

## 軼事
- 據說1929年克莱本透過收音機聽到谢尔盖·拉赫玛尼诺夫的演奏，受到感動，而想成為鋼琴演奏家。[6]

## 外部連結
- 范·克莱本的Discogs页面（英文）